# دالي دونبار
دالي دونبار (بالإنجليزية: Dale Dunbar)‏ هو لاعب هوكي جليد أمريكي، ولد في 14 أكتوبر 1961 في وينثروب ‏ في الولايات المتحدة.

## وصلات خارجية
- دالي دونبار على موقع دوري الهوكي الوطني (الإنجليزية)
- دالي دونبار على موقع قاعة مشاهير الهوكي (لاعب أن.إتش.أل) (الإنجليزية)
- دالي دونبار على موقع EliteProspects.com (الإنجليزية)
- دالي دونبار على موقع HockeyDB.com (الإنجليزية)
- دالي دونبار على موقع Hockey-Reference.com (الإنجليزية)